# Elateropsis femoratus
Elateropsis femoratus là một loài bọ cánh cứng trong họ Cerambycidae.